# Dělicí vřeténko

Dělicí vřeténko s popisky

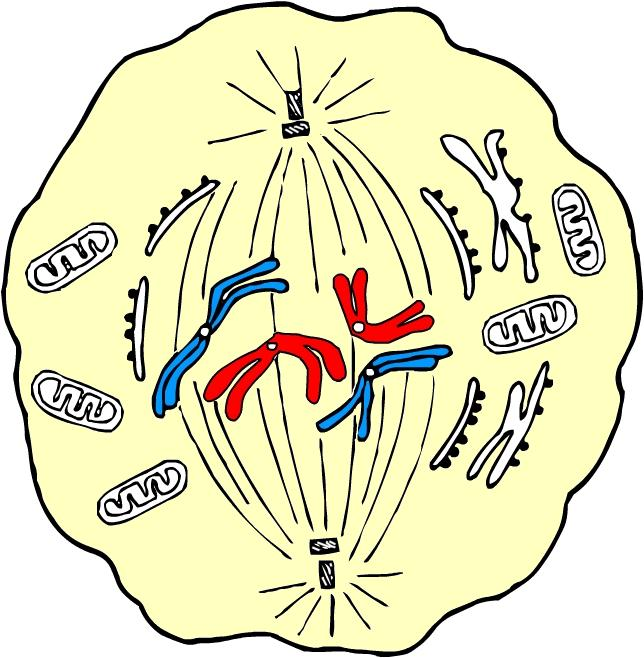
Dělicí vřeténko v buňce při metafázi

Dělicí vřeténko (mitotické nebo meiotické vřeténko) je buněčná struktura nezbytná při jaderném dělení (mitóze či meióze). Skládá se z mikrotubulů, které „vyrůstají“ z centrozomů na obou koncích buňky. Vzniká z vláken, která se vytvářejí mezi rozdělenou centriolou.
Rozeznáváme tři typy vřeténkových mikrotubulů:
1. astrální mikrotubuly směřují v cytoplazmě do všech směrů, přispívají k ukotvení, orientaci a oddalování pólů vřeténka;
2. kinetochorové mikrotubuly se napojují na kinetochory, což jsou speciální proteinové komplexy na centromerách chromozomů, a jsou tedy přímo zodpovědné za pohyb chromozomů v anafázi;
3. překryvné nebo také polární mikrotubuly udržují tvar vřeténka. Po mikrotubulech se pohybují molekulární motory bílkovinného původu.